# Adabas D
Adabas D es un sistema de gestión de bases de datos relacionales propiedad de Software AG desde 1994, cuando Software AG adquirió SQL-Datenbanksysteme GmbH de Siemens Nixdorf AG.
MaxDB, de SAP AG, se basa en Adabas D versión 6.1.15.57, cuya licencia se obtuvo de Software AG en 1997, y se comercializó originalmente bajo el nombre de SAP DB. MaxDB se provee para su uso en conjunto con SAP, como alternativa a otros sistemas de RDBMS más costosos.
Software AG tiene otro sistema de gestión de base de datos llamado Adabas, que es un producto distinto y tiene poco en común con Adabas D excepto el nombre.
Star Division (y posteriormente Sun Microsystems) utilizó Adabas D para su producto StarOffice, y la edición personal de Adabas D fue incluida en SuSE Linux. Asimismo, se proveyó un adaptador para Adabas D en OpenOffice.org.